# 岩崎瀧三
岩崎瀧三（日语：岩崎瀧三，1895年9月12日—1965年）為日本岐阜縣出身的企業家，以及用於展示方面的食品模型開發者。

## 生平
在1931年期間某日岩崎瀧三的表親隨手帶來一份學校教課用食品模型，讓岩崎瀧三開始對此類模型產生興趣。因當時日本社會風氣是餐館每日要現做料理的樣本用於門外展示，使得岩崎瀧三注意到食品模型運用在餐館的可行性。
之後1932年岩崎瀧三以妻子所做的煎蛋捲為樣本，開發出個人第一個食品模型，並在大阪成立了模型工廠開始販售。隨後1955年岩崎瀧三則回到故鄉岐阜縣的郡上八幡附近一帶另成立新的工廠，在1967年則改名為「岩崎模型製造株式会社」。
岩崎瀧三於1965年離世，往後在2013年時全日本市面上70%左右的食品模型；皆由他創立的岩崎模型製造株式會社所包辦。

## 外部連結
- 岩崎模型官方網站上對於岩崎瀧三的介紹 （页面存档备份，存于）（日語）